# کینگزلند (جورجیا)
کینگزلند، جورجیا (به انگلیسی: Kingsland, Georgia) یک شهر در ایالات متحده آمریکا با جمعیت ۱۲٬۳۰۵ نفر است که در جورجیا واقع شده‌است.

## موقعیت جغرافیایی
موقعیت جغرافیایی شهرها و مناطق اطراف به شرح زیر است: